# Agyrrios
Agyrrios – pochodzący z demu Kollytos polityk ateński, czynny ok. 405 p.n.e. do 370 p.n.e.

## Życiorys
Po zakończeniu drugiej wojny peloponeskiej na jego wniosek wprowadzono wynagrodzenie w wysokości jednego obola za udział w zgromadzeniu ludowym, później podwyższone za jego sprawą do trzech oboli. Około 395 p.n.e. był prawdopodobnie pomysłodawcą przywrócenia terikonu. W 389 p.n.e. został wybrany na dowódcę floty ateńskiej.